# Соловьёво (Вачский район)
Соловьёво — деревня в Вачском районе Нижегородской области. Находится на правом берегу речки Тужа (правый приток Оки). Входит в состав Чулковского сельсовета.

## История
Первое упоминание о деревни имеется в писцовых книгах 1628-30 годов, в ней было 8 дворов крестьянских.
В конце XIX — начале XX века деревня входила в состав Варежской волости Муромского уезда Владимирской губернии, с 1926 года — в составе Арефинской волости. В 1859 году в деревне числилось 30 дворов, в 1905 году — 43 дворов, в 1926 году — 52 дворов.
С 1929 года деревня являлась центром Соловьевского сельсовета Вачского района Горьковского края, с 1931 года — в составе Чулковского сельсовета, с 1936 года — в составе Горьковской области.

## Население
| 1859 | 1905 | 1926 | 1999 | 2002 | 2010 |
| ---- | ---- | ---- | ---- | ---- | ---- |
| 263  | ↘221 | ↗258 | ↘48  | ↘43  | ↘24  |